# Flanders Moss
Flanders Moss ist ein Hochmoor-Gebiet zwischen Thornhill im Norden und Kippen im Süden im Carse von Stirling im Zentrum von Schottland.

## Geschichte
Während es früher nur auf Bohlenwegen passierbar war, wurde während des 18. Jahrhunderts die Entwässerung des Landes durch den Anwalt und Historiker Henry Home Kames sehr gefördert, aber ein wesentlicher Teil überlebte diese Entwicklung.
Flanders Moss ist das größte in einem überwiegend naturnahen Zustand verbliebene Hochmoor im Vereinigten Königreich und eines der größten in Europa. Scottish Natural Heritage erwarb 1995 Rechte an dem Gelände und es wurde als National Nature Reserve ausgewiesen.